# Rotterdam Lombardijen vasútállomás
Rotterdam Lombardijen vasútállomás vasútállomás Hollandiában, Rotterdam városában.

## Vasútvonalak
Az állomást az alábbi vasútvonalak érintik:
- Breda–Rotterdam-vasútvonal

## Kapcsolódó állomások
A vasútállomáshoz az alábbi állomások vannak a legközelebb:
- Rotterdam Stadion vasútállomás (Breda–Rotterdam-vasútvonal)
- Barendrecht vasútállomás (Breda–Rotterdam-vasútvonal)